# Warda al-Yaziji
Warda al-Yaziji, née en 1838 à Kfarchima dans l'Émirat du Mont-Liban, alors dans l'Empire ottoman, morte en 1924, est une poétesse chrétienne libanaise, pionnière en écriture féminine et sur les droits des femmes.
Bien connue au début du XXe siècle, elle est considérée comme une pionnière dans l'ouverture du champ de l'écriture aux femmes. Ses poèmes suivent la forme poétique qasida, alors peu considérée, mais elle inspire d'autres femmes comme May Ziadé, qui donne des cours sur elle et fait son éloge.
Elle est également une pionnière pour les droits des femmes, dans ses poèmes et plus encore dans ses écrits sur les questions féminines, publiés dans Al Diya.

## Biographie

### Jeunesse, formation, enseignement
Née à Kfarchima au Liban dans l'Empire ottoman en 1838, Warda al-Yaziji est élevée dans une famille aisée ; elle effectue ses études dans une école chrétienne privée de la région.
Elle est la fille du poète et érudit Nasif al-Yaziji, et son frère est l'érudit notable Ibrahim al-Yaziji, grâce auquel elle reçoit un haut niveau d'éducation et apprend le français et l'arabe. Les témoins racontent qu'elle commence à écrire de la poésie à l'âge de 13 ans,.
Plus âgée, Warda al-Yaziji commence à enseigner dans une école tout en continuant à écrire ; elle épouse Francis Shamun en 1866. Ils ont cinq enfants. Après la mort de son mari en 1899, elle part s'installer à Alexandrie, en Égypte.

### Poésie
La poésie de Warda al-Yaziji est considérée comme représentant le début d'une renaissance car elle « ravive les traditions et l'esthétique de la poésie de l'âge d'or ». Elle suit la forme plus classique de qasida qui ajoute de la féminité à son écriture. Mais la forme poétique qasida est assez méprisée en raison de sa proximité avec la féminité, et les universitaires ont tendance à dévaloriser son œuvre.
Malgré ce peu de considération académique, sa poésie inspire de nombreuses femmes, notamment May Ziadé qui est non seulement devenue une écrivaine de premier plan, mais donne également de nombreux cours sur les œuvres de Warda al-Yaziji.
May Ziadé, dans l'une de ses conférences sur la poésie de Warda al-Yaziji, dit ceci à propos de ses poèmes : « Si elle nous informe que ses vers sont composés à propos d'une amie, nous nous rendons compte qu'ils contiennent des choses adressés à un ami, mais elle les a cachées derrière le voile du pronom féminin pour se conformer aux règles sociales qui obligent une femme à cacher ses émotions, même en poésie ».
Warda al-Yaziji publie pour la première fois son recueil de poèmes intitulé The Rose Garden en 1867 ; il sera réédité trois fois par la suite.

### Pionnière en poésie et sur les droits des femmes, postérité
Le statut de pionnière de Warda al-Yaziji peut être attribué non seulement à la profession masculine dans laquelle elle a fait son entrée, mais aussi à son plus large soutien aux droits des femmes. C'est flagrant pendant le séjour de Warda al-Yaziji en Égypte, dans ses écrits sur les questions féminines dans le magazine égyptien Al Diya.
Son soutien aux droits des femmes l'amène à se dévoiler en public, inspirant la réalisation d'un portrait commémoratif la représentant à la Bibliothèque nationale de Beyrouth. May Ziadé publie un éloge funèbre de Warda al-Yaziji dans Al-Muqtataf, et la considère comme un modèle et une pionnière pour les futures femmes arabes.